# Motueka (ville)
Pour les articles homonymes, voir Motueka.
La ville de Motueka est une localité de l’île du Sud de la Nouvelle-Zélande.

## Situation
Motueka se trouve près de l’embouchure du fleuve Motueka, sur la rive ouest de la baie de Tasman, à 28 km au nord-ouest de la ville de Richmond qui est le deuxième plus important centre urbain de la région de Tasman.

## Géographie
Motueka se situe dans la plaine de Motueka, plaine qui s’étend de part et d'autre du fleuve Motueka qui se jette dans la Baie de Tasman à 3 km au nord de la ville.
À l’ouest de la vallée, les terres s'élèvent vers les chaînes de Arthur Range et de Pikiruna Range tandis que, vers le sud, la plaine s'interrompt au pied des collines doucement ondulées de Moutere Hills.
La petite rivière Pearse, près de Motueka, prend sa source dans la grotte sous-marine d'eau froide la plus profonde connue au monde.

## Population
La ville a une population de 7 125 habitants (selon le recensement de 2006).
Mais le Ward de Motueka dans son ensemble, dépendant du Tasman District Council (en), avait une population estimée à 10 900 habitants le 30 juin 2009.
Du fait de la croissance saisonnière de certaines de ses cultures, la population de la ville augmente de façon notable avec la présence des travailleurs saisonniers, en particulier à la fin de l’été et au début de l’automne pour la cueillette des pommes.

## Loisirs
Les plages proches comme les plages de Kaiteriteri et celle de la ville de Marahau sont très populaires pour les vacanciers ; la zone autour de la ville de Motueka possède l’un des indices d’ensoleillement annuel les plus importants du pays.
Motueka étant proche du parc national Abel Tasman et du parc national de Kahurangi est devenue, de fait, la base de nombreux circuits touristiques d’aventures développés dans ces parcs comme dans celui des lacs Nelson et dans d’autres zones de loisirs.
Les réseaux extensifs de grottes calcaires, comme la grotte de Harwood Hole (en) dans la chaîne de Takaka Hill (en) au nord-ouest de Motueka, attirent spéléologues et grimpeurs.
Le kayak de mer et la randonnée attirent aussi maintenant plusieurs milliers de visiteurs chaque année.
De nombreux artistes vivent dans la région autour de Motueka, en particulier des potiers et des musiciens de reggae.
La Communauté de Riverside, localisée dans le site proche de Lower Moutere, est une communauté intentionnelle pacifiste. Fondée en 1940, c’est la plus ancienne communauté de vie coopérative en Nouvelle-Zélande.

## Toponymie

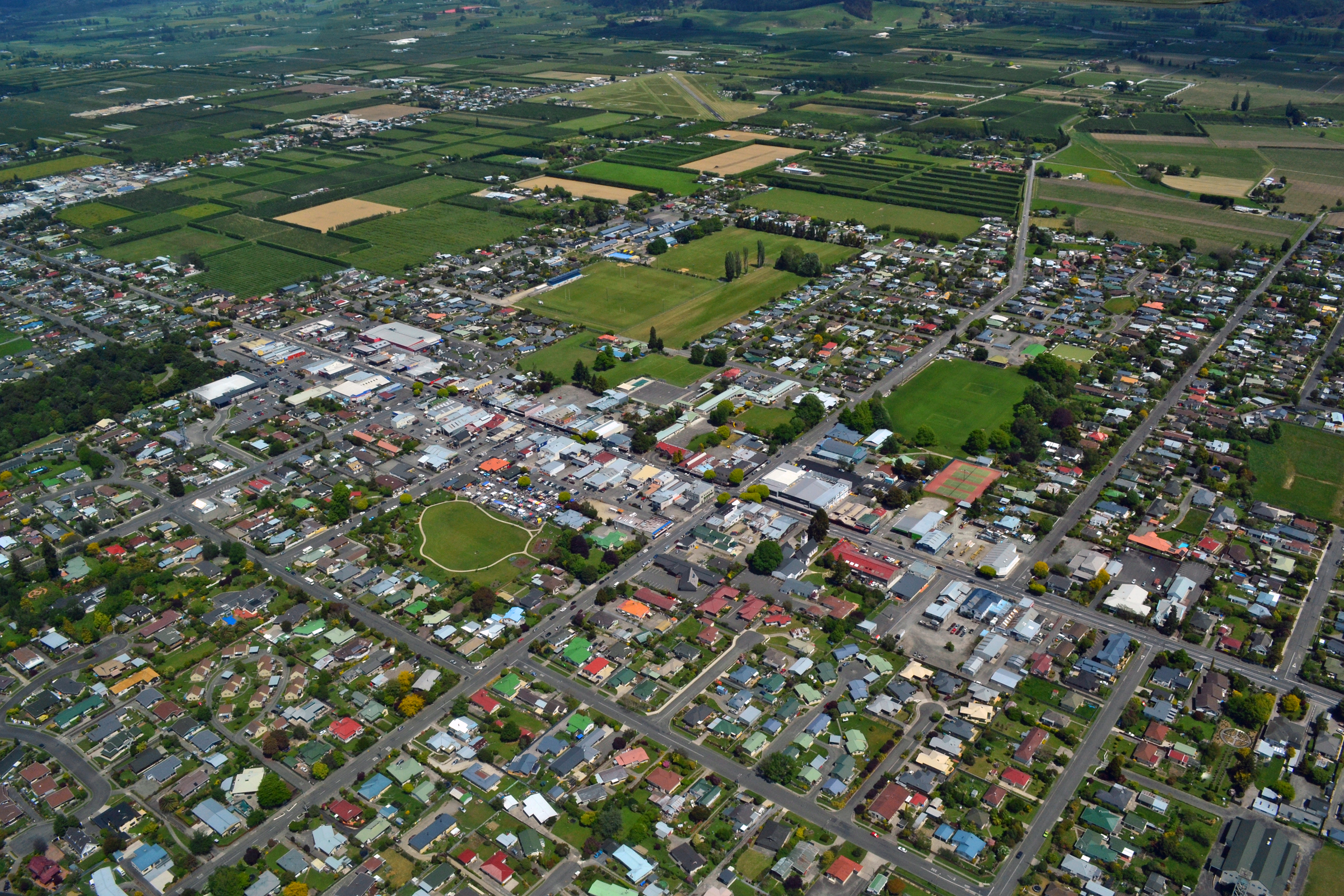
Motueka en regardant en direction du sud-ouest et de l’aéroport.

Le nom de Motueka, ou plus correctement Motuweka, vient du langage maori de Nouvelle-Zélande, et signifie l'« île des weka », le weka étant un petit oiseau de la famille des râles.
La ville est familièrement appelée « Mot » par certains habitants.

## Histoire

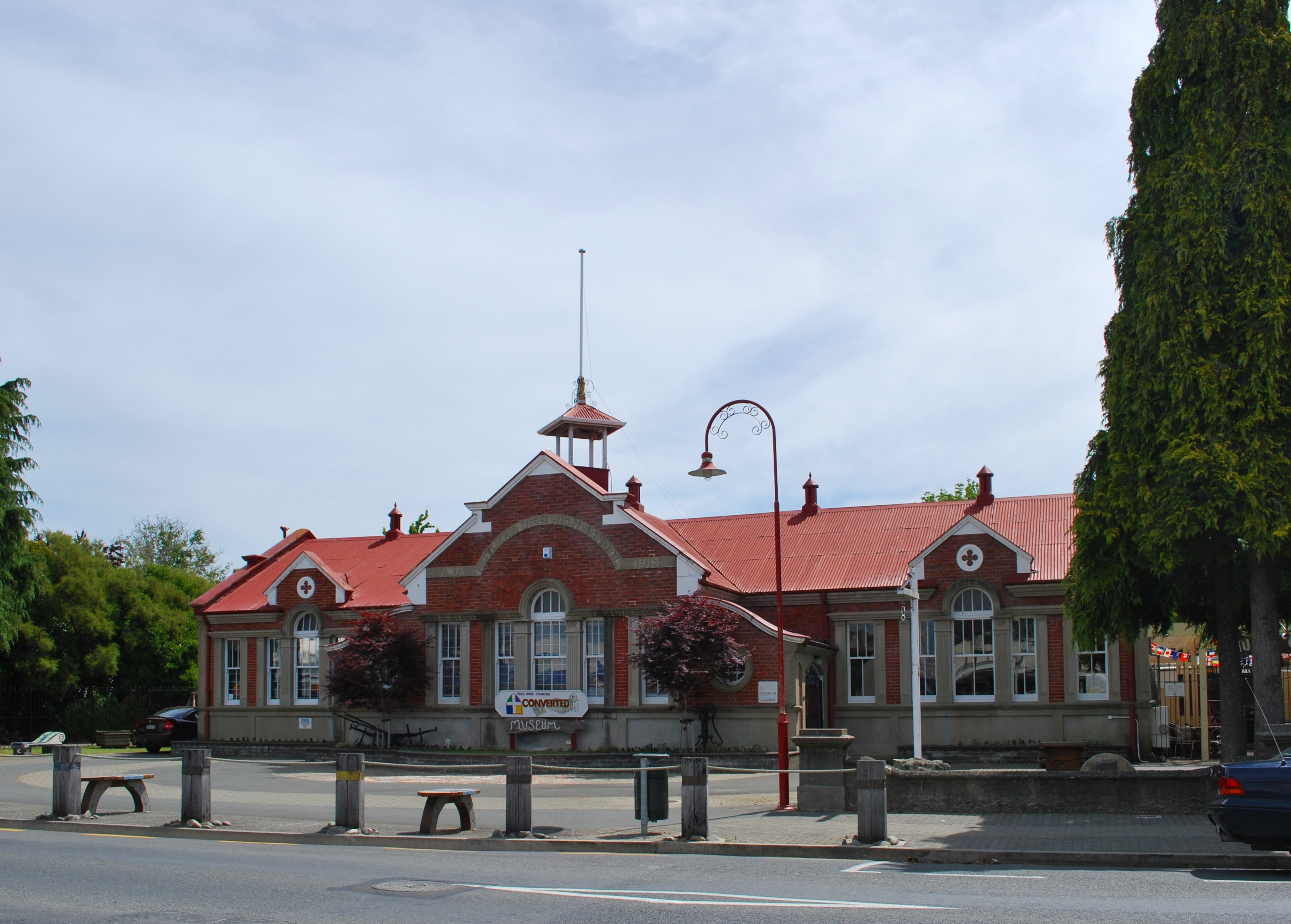
Le musée du District de Motueka.

Le premier visiteur européen connu sur la côte près de Motueka en 1827 était un explorateur français : Jules Dumont d'Urville, sur la corvette française Astrolabe .
Il explora et décrivit la plus grande partie du littoral de la baie de Tasman dans le cadre de sa circumnavigation.
Plus tard, trois bateaux transportant les membres de la New Zealand Company de l'expédition Nelson, conduite par le capitaine Arthur Wakefield, accostèrent au niveau de Astrolabe Roads, au nord de la plage de Kaiteriteri, à environ 16 km au nord de Motueka, en octobre 1841.
Kaiteriteri fut sélectionnée comme étant le site pour le premier village, mais fut plus tard abandonnée en faveur du site de Nelson Haven.
La fertilité exceptionnelle du sol et l'aptitude des terres environnantes pour y installer de petites fermes furent les principales raisons de l'établissement de la seconde ville de la colonie de Nelson à Motueka en 1842.
Durant la période allant de 1853 à 1876, Motueka fut administrée comme étant une partie de la province de Nelson (en).
Motueka fut constituée en borough dès 1900.
Autrefois, Motueka a aussi servi de centre d'accueil pour l’Assemblée des frères ou Plymouth Brethren et leur patriarche Néo-Zélandais James George Deck (en) (1807–1884) est enterré au cimetière de Motueka.

## Climat
Le climat y est chaud et relativement humide
| Mois                                | jan. | fév. | mars | avril | mai  | juin | jui. | août | sep. | oct. | nov. | déc. | année |
| ----------------------------------- | ---- | ---- | ---- | ----- | ---- | ---- | ---- | ---- | ---- | ---- | ---- | ---- | ----- |
| Température minimale moyenne (°C)   | 13   | 12,9 | 11,4 | 8,2   | 4,9  | 2,4  | 1,6  | 3,1  | 5,4  | 7,9  | 9,8  | 11,8 | 7,8   |
| Température maximale moyenne (°C)   | 22,4 | 22,4 | 20,8 | 18,1  | 15,2 | 12,9 | 12,4 | 13,1 | 14,9 | 16,8 | 18,7 | 20,5 | 17,4  |
| Record de froid (°C)                | 5,9  | 8,7  | 5,7  | 1,7   | 0,1  | −2,8 | −6,6 | −2,2 | 1,3  | 1,9  | 3,8  | 7,4  | −6,6  |
| Record de chaleur (°C)              | 30,2 | 36,6 | 26   | 23,4  | 22,8 | 17,4 | 16,3 | 17,6 | 20,3 | 23,5 | 26,3 | 25,3 | 36,6  |
| Ensoleillement (h)                  | 234  | 242  | 196  | 189   | 156  | 150  | 155  | 166  | 188  | 223  | 236  | 250  |       |
| Précipitations (mm)                 | 72   | 57   | 78   | 86    | 77   | 85   | 86   | 90   | 73   | 92   | 82   | 75   | 970   |
| Nombre de jours avec précipitations | 9    | 8    | 10   | 10    | 11   | 10   | 12   | 13   | 13   | 13   | 12   | 12   |       |

## Activités économiques

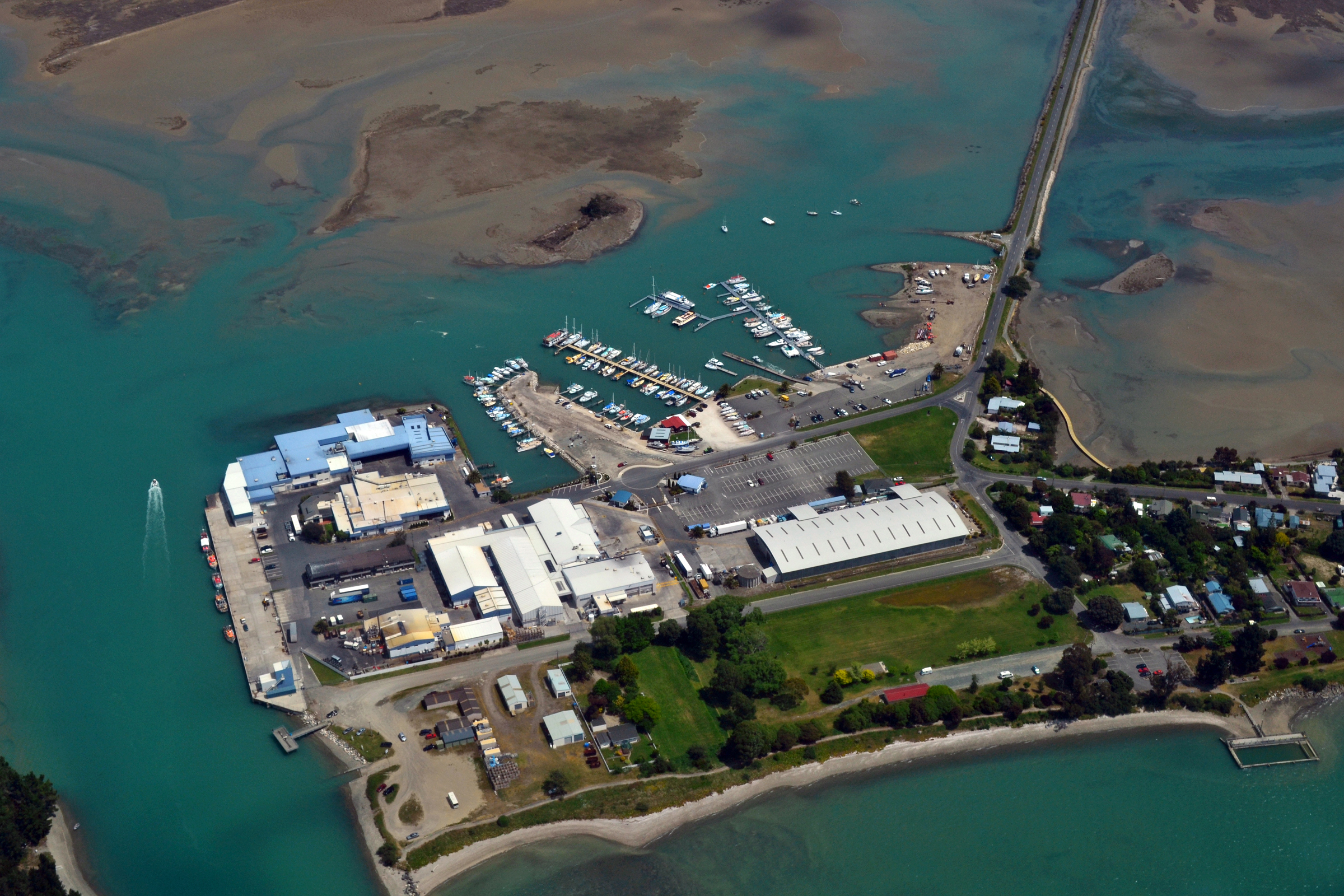
Division de la pêche en mer de ‘Talley’ au niveau du Port de Motueka.

L’horticulture est la principale activité dans la région de Motueka et la ville en bénéficie directement.
Le district, qui l’entoure, possède en effet, un grand nombre de vergers, ainsi qu’un nombre croissant de récoltes spécialisées telles que le houblon. Certaines de ces récoltes essentielles sont les pommes, le houblon pour faire la bière et les kiwis.
Par ailleurs, c'était autrefois le centre principal de production du tabac cultivé en Nouvelle-Zélande. Au maximum de la production de tabac, Motueka fut le siège de deux fabriques de tabac : l’une appartenait à la compagnie australienne WD & HO Wills Holdings, et l’autre à la société Rothmans International.
Désormais, l’industrie du tabac a cessé d'exister dans la région.
Un certain nombre de petits vignobles se sont aussi développés dans les années récentes, dont l’un, nommé « Neudorf » a gagné une réputation internationale.
Les principaux employeurs de la zone de Motueka sont :
- Motueka Lumber Company, maintenant connue et reconnue internationalement en tant que groupe MLC, exploite une usine de traitement des troncs, qui est spécialisée dans la coupe à la longueur des troncs, des petits tronçons d’extrémités et moulages en bois spécialisés.
- Prime Pine exploite une scierie dans Riwaka.
- Prolam possède dans Lower Moutere une usine de manufacture qui produit des poutres en lamellé-collé, des profilés en bois d’œuvre, des planchers et des murs de soutènement en bois, des planchers intermédiaires.
- Nelson Aviation College forme des pilotes pour l'industrie aéronautique.
- Talley's Group (en) fut fondée en 1936 par Ivan Peter Talijancich. Le site du port de Motueka, l'un des principaux employeurs de la ville, abrite le siège social du groupe, la division des Produits de la mer et la division Laitage. La division Légumes commença à fonctionner en 1978 à Motueka, mais a été délocalisée depuis à Blenheim et Ashburton[8].
- La société New Zealand Energy Limited (en) est une compagnie basée à Motueka ; elle assure le fonctionnement d’une petite centrale de production hydro-électrique au niveau de la ville de Haast, sur le trajet de la rivière Fox, mais aussi au niveau de la ville Opunake et de Raetihi, qui elles sont dans l’Île du Nord.

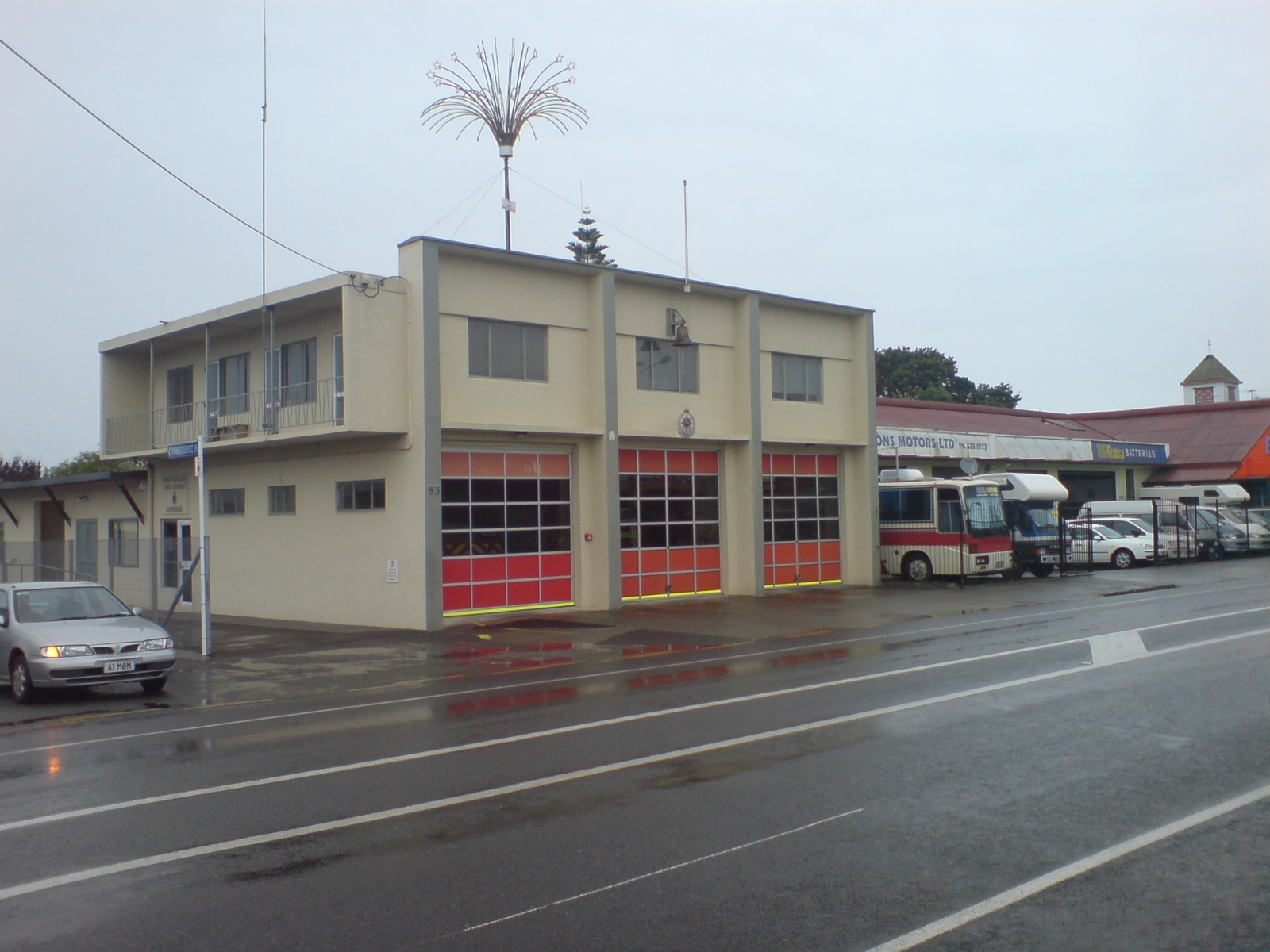
Caserne de pompiers de Motueka.

## Gouvernance

### Locale
Durant la période allant de 1853 à 1876, Motueka fut administrée comme faisant partie de la province de Nelson (en).
Le Motueka Borough Council fut constitué en 1900 et exista jusqu’en 1989, quand la réforme du gouvernement local (en) entraîna sa fusion avec le Tasman District Council (en).
Aujourd’hui, le ward de Motueka (en) est représenté par trois conseillers et comprend la banlieue proche de la ville constituée de Kaiteriteri, Marahau, Ngatimoti et Riwaka.

### National
Le secteur électoral de Motueka et de Massacre Bay fut créé pour les besoins des élections générales de 1853 en Nouvelle-Zélande et fut suivi par le secteur électoral de Motueka pour les élections générales de 1860-1861 en Nouvelle-Zélande (en), puis dura jusqu’en 1890.
En 1896, le secteur électoral de Motueka fut recréé et dura jusqu’en 1946. Aujourd’hui, Motueka fait partie du secteur électoral de la West Coast-Tasman (en).

## Éducation
Il y a neuf écoles primaires et une école secondaire dans le secteur de la ville de Motueka.

### Écoles primaires
- Brooklyn School
- Lower Moutere School
- Motueka South School
- Parklands School
- Riwaka School
- Motueka Rudolf Steiner School
- St Peter Chanel School
- Tasman School (en)
- Tasman Bay Christian School

### Écoles Secondaires
- Motueka High School (en) , est une école d’état mixte assurant le secondaire (allant de l’année 9 à 13).

L’école fut ouverte en 1955 et avait un effectif de 607 élèves.

## Médias
Il y a deux journaux locaux dans le secteur de Motueka : The Guardian Motueka, publié chaque vendredi, et le The Motueka Golden Bay News, publié chaque mardi.
La zone a aussi une station de radio locale nommée Fresh FM (en), qui est aussi diffusée dans les villes de Blenheim, Nelson, Takaka et Tasman.

## Transports

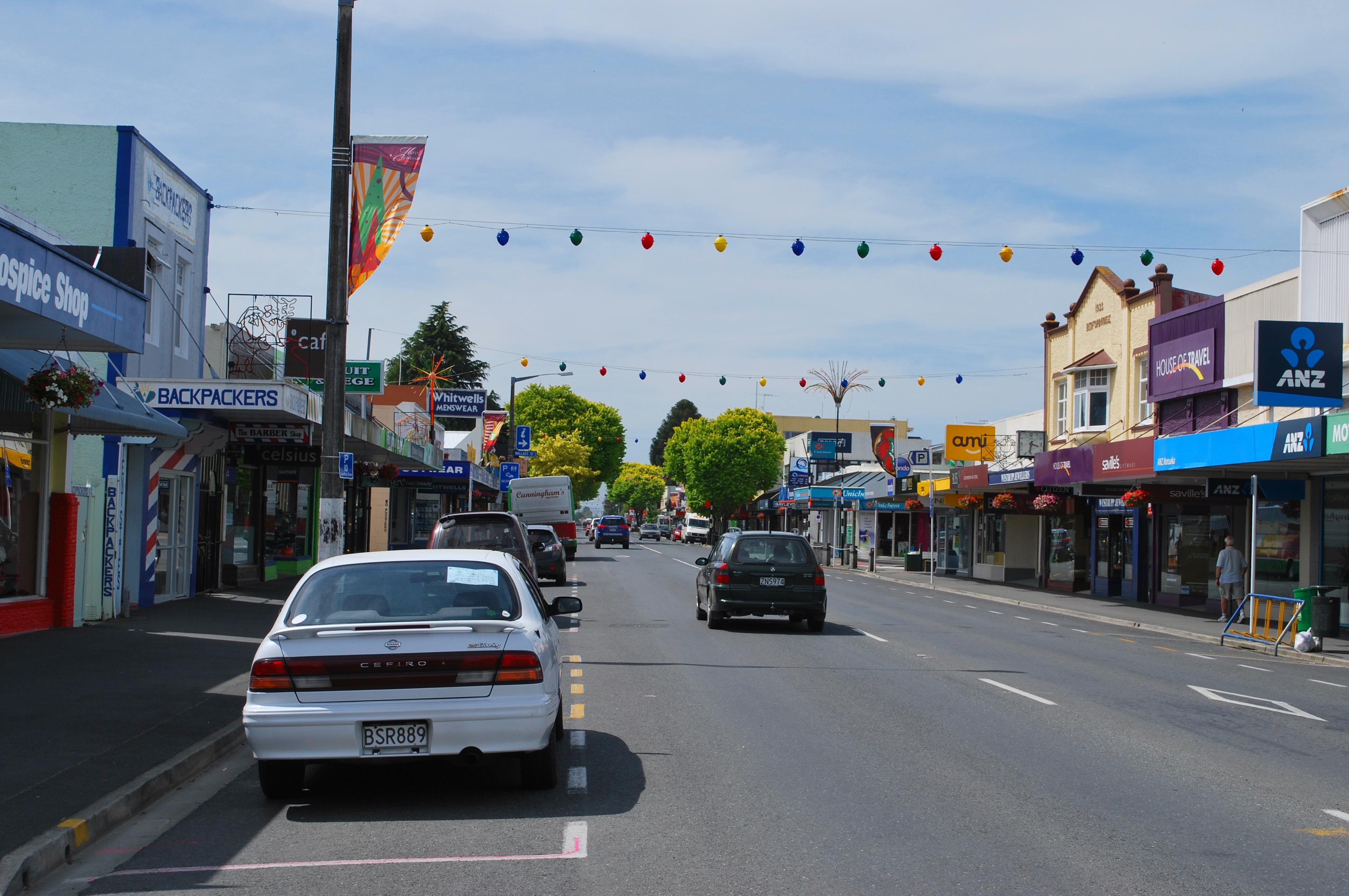
La route nationale 60 passe à travers le centre de la ville de Motueka.

Motueka est desservie par la route State Highway 60/S H 60 (en), longue de 114,5 kilomètres (71,1 mi) à partir de la ville de Collingwood dans la région de la Golden Bay en direction de la route State Highway 6/S H 6 près de la ville de Richmond.
L’ancienne route State Highway 61/S H 61 (en), connue maintenant comme la Motueka Valley Highway (en) relie la State Highway 60 au niveau de Motueka avec la State Highway 6 au niveau de la jonction de Kohatu près de la ville de Tapawera.
Port Motueka, situé à 3 kilomètres (2 mi), au sud-est de la ville de Motueka, au niveau d’un lagon soumis à la marée de 2 500 acres (1 012 ha), fournit un abord à quai sûr et c’est la porte d’entrée pour le parc national Abel Tasman.
Le Motueka Power Boat Club a ici une installation de 40 plots de marina et fait des travaux pour augmenter le nombre de point d’accostage à 87 plots dans le futur[Passage à actualiser].
Les principaux utilisateurs du port sont :
- Abel Tasman Sea Shuttle[11]
- Motueka Power Boat Club[10]
- Motueka Yacht and Cruising Club[12]
- Talley's Group (en)

L’aérodrome de Motueka (en) est à 3 km à l’ouest du centre de la ville et sert de base pour le Motueka Aero Club, le Nelson Aviation College, opérateur de parachutisme et plusieurs opérateurs d’aventures aériennes.
Les promenades aériennes au niveau de l’aérodrome de Motueka sont souvent pratiquées par le Nelson Drag Racing Association à l’occasion d’événements de courses de dragster .
En 1984, Motueka Air a commencé à programmer des vols à partir de la ville de Motueka vers la capitale Wellington en utilisant des avions de type Piper Aztec.
Dans les deux ans, le réseau de Motueka Air a grossi pour inclure les destinations de Nelson, Wellington et Palmerston North en utilisant d’autres avions types Piper Chieftains.
En 1988, Motueka Air fut renommée Air Nelson (en) et relocalisé au niveau de l'aéroport de Nelson (en).

## Arts et culture

### Festivals
- Kaiteriteri Carnival
- Motueka Festival of Lights

### Résidents notables
- Denis Aberhart (en), joueur de criquet
- Michael Bennett (en), réalisateur et scénariste
- George Black (en), homme politique
- Tony Blain (en), joueur de criquet
- Ann Boyce (en), pionnière de la découverte la Nouvelle-Zélande et botaniste
- Edward Chaytor, commandant
- Bevan Congdon (en), joueur de cricket
- Joshua Coppins, coureur de moto-cross professionnel
- Herbert Curtis (en), homme politique
- James George Deck (en), missionnaire évangéliste
- Shannon Francois (en), joueur de netball
- Owen Franks, joueur de rugby de l'équipe des Crusaders, All Black
- Ruth Gilbert, poète
- Toni Hodgkinson (en), coureur de demi-fond
- Keith Holyoake, homme politique
- Denny Hulme, coureur automobile Formule 1
- Richmond Hursthouse (en), homme politique
- Simon Mannering, joueur de rugby à XIII
- Roderick McKenzie (en), homme politique
- Glenn Milnes (en), joueur de joueur de cricket
- Walter Moffatt (en), maire de la ville de Nelson
- Michael Myers (en), Chief Justice of New Zealand
- Charles Parker (en), homme politique
- Richard Hudson (en), homme politique
- Alfred Christopher Picard (en), homme politique
- Bill Rowling, homme politique
- Clarence Skinner, homme politique
- Brigette Thomas, gagnante du New Zealand's Next Top Model, cycle 3 (en)
- Shelton Woolright (en), musicien, bien connu pour ses morceaux de batterie pour le groupe Blindspott (en)
- Florence Young (en), missionnaire

## Sport

### Équipes
- Golden Bay-Motueka Rugby Union (en)
- Tasman Rugby Union

## Villes jumelées
Motueka est jumelée avec :
- Japon Kiyosato, Hokkaidō, Japon[17].